# هجوم الخبر
هجوم الخبر الإرهابي هجوم قاده تركي المطيري الذي اختاره أسامة بن لادن ليكون العنصر رقم 20 في المجموعة التي نفذت هجمات 11 سبتمبر قبل أن يقوم محمد عطا باقناع رمزي بن الشيبة بتقديم موعد العملية، وجرى هذا الهجوم المسلح الذي قام به 4 عناصر من تنظيم القاعدة في جزيرة العرب صبيحة يوم السبت 9 ربيع الآخر 1425 هـ الموافق 29 مايو 2004 على مقر شركة هلبيرتون الأمريكية النفطية ومجمع الحزام ونجم عنه مصرع 22 أشخاص كما قتل أحد المهاجمين فيما فر بقية الثلاثة من الموقع. وبعد الحادثة أعلن عبد العزيز المقرن مسؤولية تنظيم القاعدة في جزيرة العرب عن الهجوم ونشر وصية أحد المهاجمين وهو نمر البقمي كما أماط اللثام فيها عن أسماء المنفذين. ونجم عن الحادث اضطراب في أسعار النفط بسبب استهداف المنشئات النفطية.

## الخسائر
| البلد            | العدد |
| ---------------- | ----- |
| الهند            | 8     |
| الفلبين          | 3     |
| السعودية         | 3     |
| سريلانكا         | 2     |
| مصر              | 1     |
| إيطاليا          | 1     |
| جنوب أفريقيا     | 1     |
| السويد           | 1     |
| المملكة المتحدة  | 1     |
| الولايات المتحدة | 1     |
| الإجمالي         | 22    |

## الجناة
معظم الأخبار تصف المهاجمين بأنهم أربعة أشخاص، وكانت تحمل المسؤولية جماعة متشددة لم يسمع عنها من قبل تطلق على نفسها اسم «سرب القدس» أو «لواء القدس» التابع لـ «مجاهدي شبه الجزيرة العربية» - وهي جماعة محلية تابعة لتنظيم القاعدة، وقالت الجماعة إنها تهاجم «الصهاينة والصليبيين» الموجودين في المملكة العربية السعودية «لسرقة مواردنا النفطية ومواردنا».
وفقًا للسفير السعودي آنذاك في واشنطن الأمير بندر بن سلطان كان هدف الإرهابيين هو الإضرار باستقرار المملكة العربية السعودية واقتصادها. تم إصدار شريط صوتي تولى فيه عبد العزيز المقرن الذي يعتقد أنه أحد قادة القاعدة في المملكة العربية السعودية المسؤولية. حددت مرصد الإرهاب التابع لمؤسسة جيمس تاون زعيمها تركي بن فهد المطيري (المعروف باسم فواز النشامي).
قام الخاطفون بسؤال المختطفون الرهائن عن دياناتهم ليتركوا المسلمين يذهبون ويقتلون ما دونهم.

## الجدول الزمني للهجوم